# Addierstift

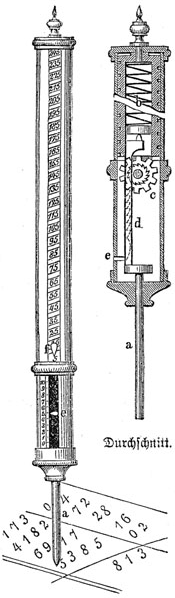
Addierstift

Der Addierstift ist eine Erfindung der US-Amerikaner Smith und Pott, die der Addition langer Zahlenreihen diente. Sie war in der Form eines Federhalters ausgeführt.

## Funktionsweise
Beim Gebrauch schiebt man den aus der Halterhülse hervorragenden Stift, den man wie üblich auf die zu addierenden Ziffern setzt, bei jeder Ziffer so weit in die Hülse hinein, dass ein damit verbundener Zeiger auf die gleiche Ziffer einer Skala zu stehen kommt. Durch diese Bewegung wird gleichzeitig ein zweiter Zeiger (der Summenzeiger) auf einer weiteren Skala von der Zahl 0 an emporgesetzt. Während nun die eine Feder den verschiebbaren Stift und den damit verbundenen Zeiger beim Versetzen auf die nächste Ziffer wieder auf 0 zurückdrückt, wird der Summenzeiger an der Rückbewegung durch ein Sperrrad gehindert, um dann bei der nächsten Ziffer auf seiner Skala emporzuwandern. Dadurch gibt er stets die Summe aller vorher betasteten Ziffern an.